# David Kossoff
David Kossoff (24 de noviembre de 1919 – 23 de marzo de 2005) fue un actor británico. 

## Biografía
Nacido en Londres, era el más joven de tres hermanos, nacidos en el seno de una familia de inmigrantes rusos judíos. Su padre era sastre.
Su primera actuación teatral tuvo lugar en el Teatro Unity de Londres en 1942, llegando a participar en numerosas obras y películas. Además, Kossoff empezó a trabajar en la televisión británica en los años posteriores  a la Segunda Guerra Mundial. 
Sus papeles televisivos más conocidos fueron el de Alf Larkins en The Larkins, emitida por primera vez en 1958, y el de un fabricante de muebles judío en A Little Big Business. Entre sus títulos cinematográficos se incluyen A Kid for Two Farthings (1955), The Bespoke Overcoat (1956), Freud, pasión secreta (1962, con Larry Parks), The Mouse that Roared (1959) y su secuela The Mouse on the Moon (1963, con Bernard Cribbins).
También fue conocido por su trabajo como narrador, particularmente en sus reinterpretaciones de la Biblia. Su libro más famoso, también una serie televisiva, es The Book of Witnesses (1971), en el que transformaba los Evangelios en una serie de monólogos. También fue el narrador de docenas de relatos del Antiguo Testamento así como Apócrifos en Bible Stories (1968).
En 1953 interpretó a Lemuel "Lemmy" Barnet en la serie radiofónica británica de ciencia ficción Journey Into Space.
Kossoff fue miembro de la Sociedad de Artistas y Diseñadores, y también de la Royal Society of Arts.
Estuvo casado con Margaret Jenkins desde 1947 hasta 1995, fecha del fallecimiento de ella. Uno de sus hijos fue Paul Kossoff, guitarrista de la banda Free, fallecido en 1976 a causa de su adicción a las drogas. A consecuencia de ello, Kossoff creó la Fundación Paul Kossoff Foundation, pensada para dar a conocer entre los niños la realidad de la drogodependencia, y dedicó el resto de su vida a la lucha contra las drogas. 
Además de ello, en 1971 formó parte del Nationwide Festival of Light, protestando contra la explotación comercial del sexo y de la violencia, y abogando por las enseñanzas de Jesucristo para restablecer la estabilidad moral en el Reino Unido.
David Kossoff falleció en 2005 en Hatfield (Hertfordshire), Inglaterra, a causa de un cáncer de hígado. Tenía 85 años de edad. Fue incinerado en el Crematorio de Golders Green en Londres.